# Cosmoscarta liriope
Cosmoscarta liriope är en insektsart som beskrevs av Gustav Breddin 1901. Cosmoscarta liriope ingår i släktet Cosmoscarta och familjen spottstritar. Inga underarter finns listade i Catalogue of Life.